# Soteska (gmina Dolenjske Toplice)
Soteska – wieś w Słowenii, w gminie Dolenjske Toplice. W 2018 roku liczyła 168 mieszkańców.